# 10 Upper Bank Street
O 10 Upper Canada Square é um prédio edificado no Canary Wharf em Londres, projetado pela  Kohn Pedersen Fox e construída pelo Grupo Canary Wharf. A construção foi concluída em 2003 com 151 metros de altura. Quase todos os andares estão ocupados pela Clifford Chance e os outros restantes estão divididos entre o FTSE Group e a KPMG.